# آرزوهای بزرگ: جزیره پاکیتو (راز جزیره آرزوها)
راز جزیرهٔ ارزوها یا همان جزیرهٔ پاکیتو به انگلیسی (Total Drama:Pahkitew island) بخش دوم از پنجمین فصل مجموعه آرزوهای بزرگ می‌باشد که بیشتر به عنوان فصل ششم شناخته می‌شود. در این فصل جزیرهٔ قدیمی و آلوده از بین می‌رود و یک جزیره جایگزین جزیره قدیمی می‌شود و شرکت کنندگان جدیدتری وارد مسابقه می‌شوند. این مجموعه اولین بار در کانادا توسط تله تون پخش گردید و بعد در ایالت متحده توسط کارتون نت ورک ورک پخش گردیده‌است.

## صداپیشگان
قسمت اول این سریال در خرداد ماه سال ۱۴۰۲ توسط گروه دوبلاژ پرشین مووی دوبله و پخش شد
_صداپیشگانی همچون فواد ریگی،عرفان غیور،کسری حسین زاده،کیانا محمدخانی،مونا کریمیان،عاطفه ملیحی،شروین زندی،شهروز زندی،کیان هزاوه و ... در این سریال گویندگی کردند

## قسمت ها
| Stagione | قسمت | Paese               | کانال           | Prima TV       | Fine TV        |
| -------- | ---- | ------------------- | --------------- | -------------- | -------------- |
| ۶        | ۱۳   | کانادا              | Teletoon        | 4 سپتامبر2014  | 20 نوامبر 2014 |
| ۶        | ۱۳   | ایالات متحده آمریکا | Cartoon Network | 7 luglio 2014  | 18 luglio 2014 |
| ۶        | ۱۳   | ایتالیا             | K2              | 13 giugno 2014 | 27 giugno 2014 |